# Звонникова, Ливия Александровна
Ливия Александровна Звонникова (1 октября 1930, Владикавказ – 17 июня 2023, Москва) — советский и российский литературовед, киновед, педагог.

## Биография
В 1948 году поступила на филологический факультет Московского государственного университета, который окончила в 1953 году. Ей довелось учиться у Л. М. Поляк, Г. Н. Поспелова, В. Д. Дувакина, Н. К. Гудзия. Ее сокурсниками и друзьями были С. С. Ишкова, Л. А. Колобаева, С. Л. Соловейчик. После окончания университета работала учителем литературы в московских школах.
С 1959 по 2001 год работала во Всесоюзном государственном институте кинематографии – ученый секретарь, научный сотрудник информационно-методического отдела, преподаватель кафедры литературы. Принимала участие в издании «Краткой истории советского кино 1917—1967», вышедшей в 1969 году в издательстве «Искусство». Долгие годы преподавала во ВГИКе русскую и советскую литературу. Наряду с Владимиром Бахмутским и Паолой Волковой оказала большое влияние на несколько поколений будущих кинематографистов, которые ей безоговорочно доверяли. Например, Александр Сокуров считает Звонникову своим наставником. По словам режиссера, благодаря ей он получил фундаментальные гуманитарные знания.
Художник-мультипликатор Александр Петров рассказывал о Звонниковой:

Именно с нее началось мое знание Платонова — я благодарен ей за то, как нам, студентам художественного факультета, она преподнесла его творчество, как она вообще рассказывала о русской литературе. Александр Сокуров пользовался ее советами, когда делал фильм по Платонову «Одинокий голос человека». (…) Именно это киновоплощение платоновского слова впервые меня заставило думать о своем кино.
Сценарист Юрий Арабов вспоминал о том, как Звонникова познакомила его с Сокуровым:

Саша искал сценариста, чтобы экранизировать рассказ Андрея Платонова «Река Потудань» в качестве диплома. Ливии Александровне, наблюдающей нас в разных группах, интуиция шепнула, что мы сможем работать вместе. Она нас познакомила: Саша меня попросил — я написал. А потом вместо 20-минутного фильма он снял двухчасовую ленту.
Александр Сокуров писал:

…я бесконечно благодарен замечательному педагогу Ливии Александровне Звонниковой за то, что она свела нас друг с другом. (…) С тех самых пор я накрепко связан с человеком, с которым мы сделали почти все мои игровые фильмы. Какими бы разными мы ни были.
В 1982 году Звонникова защитила диссертацию на соискание ученой степени кандидата искусствоведения на тему «Экранизация прозы А. П. Чехова».
Член Союза кинематографистов. Автор книг «Кинематографический потенциал в творчестве Чехова», «Заколдованный круг. Проза А. П. Чехова 1880—1904», а также ряда статей о творчестве Пушкина и Чехова.